# Ierse parlementsverkiezingen november 1982
De Ierse parlementsverkiezingen  1982 vonden plaats op 24 november. De Dáil Éireann, het Ierse parlement, was eerder ontbonden op 4 november op verzoek van premier Charles Haughey. Zijn regering was ten val gekomen nadat de Workers’ Party en het onafhankelijke parlementslid Tony Gregory hun steun hadden ingetrokken, omdat de overheid forse bezuinigingsvoorstellen deed waar zij zich niet in konden vinden. 

## Achtergrond
Het waren de tweede parlementsverkiezingen binnen een jaar, dit tot ongenoegen van de meeste partijen. De campagne ging vooral over economische thema’s.
Fianna Fáil, de partij van Haughey, werd nog wel de grootste partij. Fine Gael, de grootste oppositiepartij die onder leiding stond van Garret FitzGerald, behaalde haar grootste overwinning ooit en behaalde 70 zetels, slechts 5 minder dan Fianna Fáil. Na de verkiezingen vormde Fine Gael samen met de Labour-partij van Dick Spring een regeringscoalitie met FitzGerald als nieuwe premier.

## Uitslag
| Partij                     | Stemmen   | %    | ±%    | zetels | verschil |
| -------------------------- | --------- | ---- | ----- | ------ | -------- |
| Fianna Fáil                | 763.313   | 45,2 | ▼ 2,1 | 75     | ▼ 6      |
| Fine Gael                  | 662.284   | 39,2 | ▲ 1,9 | 70     | ▲ 7      |
| Irish Labour Party         | 158.115   | 9,4  | ▲ 0,3 | 16     | ▲ 1      |
| Workers' Party             | 54.888    | 3,3  | ▲ 1,1 | 2      | ▼ 1      |
| Democratic Socialist Party | 7.012     | 0,4  | ▼0,2  | 0      | ▼ 1      |
| Irish Republican Socialist | 398       | 0,0  | 0     | 0      | 0        |
| Communistische Partij      | 259       | 0,0  | 0,0   | 0      | 0        |
| Onafhankelijken            |           | 2,9  | ▼ 0,2 | 2      | ▼ 1      |
| Totaal                     | 1.701.385 | 100% |       | 166    |          |